# Щеколдин, Фёдор Иванович
Щеколдин Фёдор Иванович (рус. дореф. Щеколдинъ Ѳеодоръ Ивановъ; основной партийный псевдоним — Повар, а также дядя, дяденька; 29 мая (10 июня) 1870, деревня Санниково, Тезинская волость, Кинешемский уезд, Костромская губерния — февраль 1919, Петроград) — русский писатель из династии Щеколдиных-Миндовских, потомственный почётный гражданин, толстовец, российский революционер, социал-демократ, поэт, литератор. Вероисповедание — древлеправославие.
Организатор Северного Рабочего союза, сооснователь, издатель и агент газеты «Искра», журнала «Заря» и другой революционной литературы, сооснователь Российской социал-демократической рабочей партии (РСДРП), член и агент ЦК РСДРП, организатор и делегат II съезда РСДРП, один из организаторов Первой русской революции (1905—1907). Являлся кузеном, что примечательно, по отцовской и материнской линиям Коновалову А. И., который исполнял обязанности председателя Временного правительства России 7 ноября 1917 года в Зимнем Дворце. Многие годы был сподвижником и другом Ульянова В. И. (Ленина), Плеханова Г. В., Аксельрода П. Б., Арманд И. Ф. и Карла Либкнехта. Был наставником в социал-демократическом деле для многих участников обеих революций (1905 и 1917 годов), в частности М. В. Фрунзе, Я. М. Свердлова, А. В. Луначарского, О. А. Варенцовой, Любимова И. Е., Носкова В. А., Пятницкого О. А. и многих других. Занимал примиренческую позицию в отношениях между меньшевиками и большевиками. До конца своей жизни оставался социал-демократом.
Публицист, критик империализма дома Романовых, сторонник возвращения дома Рюриковичей с построением социал-демократического общества, идейный сторонник реформы Российской империи в конфедерацию, теоретик и практик осуществления социал-демократической революции.
После Первой русской революции активно занимался литературой. Вошёл в круг литературно-художественной элиты Петербурга и России начала XX века. Близкий друг писателей — К. Д. Бальмонта, А. М. Ремизова, К. И. Чуковского и А. М. Велигорской — внучатой племянницы Тараса Шевченко (однажды Щеколдин был арестован на её квартире) и многих других современников. Оказал огромное влияние на жизнь и творчество Алексея Ремизова и многих других писателей. Один из первых кавалеров ордена «Обезвелволпала». Автор рассказов, повестей, стихов и рецензий.

## Биография
Предки Фёдора Щеколдина относились к шуйско-костромскому купеческому роду потомственных Почётных граждан Российской Империи. «Щеколдины — известный в Шуе и Кинешме купеческий род. Происхождение мальчика обусловило его любовь к старине и религиозность», — писала о Фёдоре Иванович Л. Я. Дворникова.
Согласно метрической записи Петропавловской церкви село Тезино отцом Фёдора является Иван Григорьевич Щеколдин, родившийся в деревне Тарбаево, Шуйского уезда, Владимирской губернии, происходящий из семьи Григория Васильевича Щеколдина (1801—1871) — дважды городского Головы Шуи, шуйского купца. С середины 1860-х годов он проживал на территории современного города Вичуги (село Новая Гольчиха, село Тезино, деревня Горки). Мать, Авдотья Малахиевна, урождённая Миндовская, происходит из семьи Малахия Андреевича Миндовского, кинешемского купца, проживавшего в селе Новая Гольчиха, потомственного Почётного гражданина. Обе семьи родителей Фёдора Ивановича, как и он сам, были столбовыми Древлеправославными верующими.
После преждевременной смерти родителей, его дядя, Андрей Малахиевич Миндовский, забрал осиротевших Фёдора с сёстрами к себе в Новую Гольчиху и определил учиться в построенную, финансируемую и управляемую Миндовскими — Никольскую Церковно-Приходскую единоверческую начальную школу, находящуюся в том же селе. Повзрослев, сёстры — старшая Юлия Ивановна и средняя Анна Ивановна, в замужестве Малинина, — вернулись в родовые имения Щеколдиных, в городе Шуя и селе Дунилово, Шуйского уезда, Владимирской губернии. В будущем это помогало Фёдору Щеколдину, под псевдонимом «Повар», заметать следы перед «голубыми мундирами» (сотрудниками Российской Тайной полиции).
Щеколдин Ф. И. является одним из героев книги воспоминаний А. М. Ремизова «Иверень», ему посвящена глава «Семь бесов», в расширенном виде впервые опубликованная в 1927 году. Первая глава имеет подзаголовок «Старец», как бы дающий стилевой камертон для изображения Щеколдина. Его образ рисуется Ремизовым в соответствии с каноном древнерусской агиографической литературы: «Федор Иванович Щеколдин кореня костромского и речь его округлая».

### Молодость
Фёдор в 1878—1881 годы учился в Никольской Церковно-Приходской Единоверческой начальной школе, села Новая Гольчиха (сейчас — Начальная школа № 4, Вичуга, Ивановская область — является охраняемым памятником истории и культуры, как школа, в которой учился Щеколдин Ф. И.).
Окончил Кинешемское уездное училище. Обучался в Императорском Московском университете. В 1890 году экстерном сдал экзамен на звание учителя и начал работать учителем в церковно-приходской школе села Митрофаново, Шуйского уезда.

### Революционная деятельность
- 1890 год — будучи церковно-приходским учителем, Щеколдин распространял прокламации среди фабричных рабочих в Шуйском и Кинешемском уездах.
- 1892 год — в конце года Фёдор Иванович вместе с Багаевым возглавили оформившуюся организацию.
- 1895 год — маёвка в Иваново-Вознесенске, один из организаторов «Иваново-Вознесенского рабочего союза» вместе с Кондратьевым Ф. А., О. А. Варенцовой, Кудряшовым, Евдокимовым Е. А., С. П. Шестерниным.

Вскоре в руководящий коллектив вошёл также учитель Ф. И. Щеколдин… Он мало говорил о своей работе, а между тем его роль в развитии социал-демократического движения в Иваново-Вознесенске значительна. Худой, с жидкими светлыми волосами, с маленькой рыжеватой бородкой и усами, он производил впечатление человека не от мира сего. Он отличался какой-то особой любовью и преданностью к товарищам, которые в свою очередь любили и ценили его. С первой встречи у нас установились с ним дружеские, теплые отношения, которые не прекращались вплоть до его смерти в 1919 году. Он часто бывал у меня, и мы много говорили с ним. — из воспоминаний С. П. Шестернина
- март 1898 год — соорганизатор I съезда РСДРП в Минске, один из сооснователей РСДРП. Вошёл в члены Центрального Комитета РСДРП.
- 1898 год — один из руководителей первой всеобщей стачки в Иваново-Вознесенске. После привлекался полицией по обвинению в принадлежности к кружку, который он организовал в Иваново-Вознесенске для социал-демократической пропаганды. Кружок этот был связан с московским «Союзом борьбы за освобождение рабочего класса», к которому он примкнул учась в университете.Первый номер газеты «Искра»

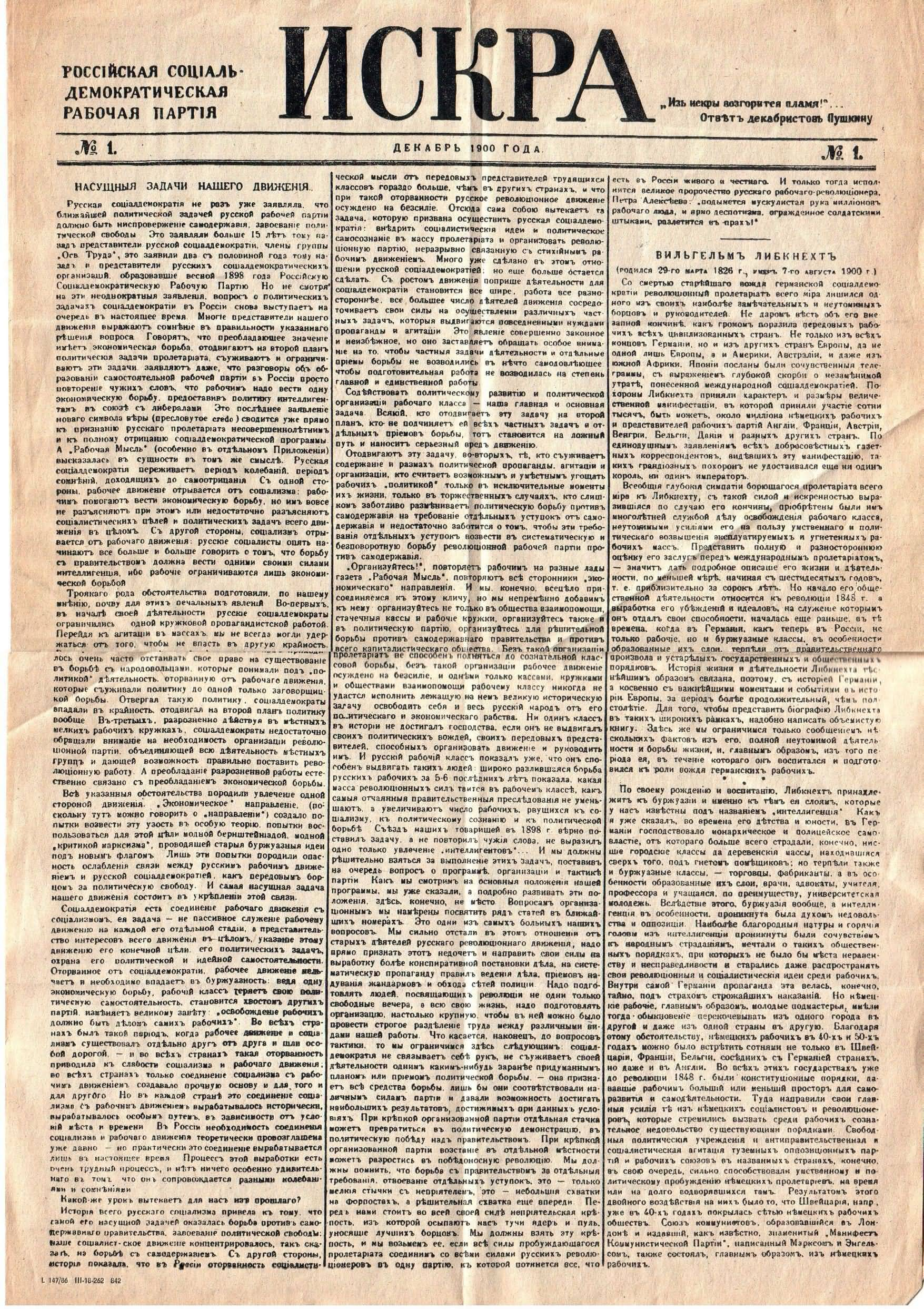
Первый номер газеты «Искра»

- 2 апреля 1899 года — был определён под особый надзор полиции и поселён в Воронеже, где служил в земской управе. В Воронеже Щеколдин завязал немало знакомств с местными политическими ссыльными.
- 1900 год — один из организаторов Северного Рабочего союза и газеты «Искра». «Тот центр, каким являлась тогда „Искра“, открывал каждому, приезжавшему из российских захолустий, работнику такие горизонты, какие до того не снились…»  — позднее писал Ф. И. Щеколдин.
- С 11 апреля 1900 года по 25 февраля 1902 года — после встречи с Лениным на Псковском совещании Фёдор Иванович был арестован и сослан в Усть-Сысольске Вологодской губернии под гласный надзор полиции за государственное преступление.
- 1901 год— в ссылке, в Усть-Сысольске познакомился с молодым, ещё пока не писателем, А. М. Ремизовым, взяв его под своё покровительство. Из воспоминаний А. М. Ремизова о своей ссылке: «Приютил Федор Иванович Щеколдин, староста и казначей, старейший из ссыльных, учитель, подобие Варлаама индийского…»
- март 1902 года — возвратился в Воронеж. Проводил одно из совещаний членов союза в Воронеже, М. А. Сильвин вспоминал: «северяне к предложению объявить „Искру“ своим органом отнеслись сдержанно, ссылаясь на … свою программу, посланную на отзыв».
- май 1902 года — вновь занимался пропагандой среди фабричного населения Шуйского уезда, используя для этого свои родственные связи: в Шуйском уезде жили его сестры Юлия и Анна, в Иваново-Вознесенске — дядя, другой дядя — в селе Новая Галачиха. По агентурным сведениям Щеколдин входил в руководящий центр Северного Рабочего союза и был членом редколлегии газеты «Искры», участником обсуждения проекта программы РСДРП.
- 13 июля 1902 года — при обыске у Щеколдина обнаружили адреса, свидетельствовавшие о его связях с «Искрой» и «Зарёй». Щеколдину удалось скрыться от ареста и выехать в Германию. В Берлине и Мюнхене под именем «Степана Рунова» он продолжил активно заниматься революционной деятельностью.
- 8 августа 1902 года — в письме В. И. Ленину и Н. К. Крупской Щеколдин высказался за то, чтобы открыто заявить о солидарности Северного союза с «Искрой». Он просил Ленина, как члена союза, написать об этом в союзный Центральный комитет. Заявляя о поддержке «Искры», Щеколдин отметил необходимость создания «как можно скорее и лучше» искровской социал-демократической рабочей партии в России.
- 1902−1903 годы — перевозил искровскую литературу, в том числе из-за границы. Из воспоминаний О. А. Пятницкого[6]:

«…мы отправились в Берлин, и мне пришлось опять поехать на границу для расширения связей, так как предстояла отправка большого количества литературы в Россию… На границу я поехал с Носковым и Поваром, он же Дядя (Федор Иванович Щеколдин). По приезде в Ширвинд или Нейштадт, на самой прусско-русской границе… Из окна дома, где мы остановились, было видно, как Повар шагал по направлению к кладбищу, которое лежало уже на русской стороне. Мы были уверены, что он благополучно переберется, так как солдаты пограничной стражи были подкуплены. Тем больше мы были поражены, когда услышали выстрел в тот момент, когда Повар уже добрался до кладбища. Как выяснилось после, Повар был задержан потому, что офицеру пограничной стражи вздумалось прогуляться по кладбищу. Когда солдат увидел офицера, ему ничего не оставалось делать, как поднять тревогу. Через несколько дней Повар получил на руки все документы о своем задержании, и в то время, когда отправлялся в уездный город этап, с которым должны были отправить и его, он сел в карету, добрался в ней до ближайшей железнодорожной станции, отстоящей довольно далеко от границы, откуда и поехал в Вильно, где должен был дожидаться Носкова. Его удалось выкупить за 15 рублей. Пока мы ожидали отъезда Повара из пограничного русского городка, из России в конце марта 1903 года приехала искровка Костя — Розалия Самсоновна Гальберштадт, член Организационного комитета по созыву II съезда партии (после раскола она сделалась меньшевичкой, а в 1907 году примкнула к ликвидаторам). Таким образом, граница… в конце 1902 года, была испробована при переходах в Россию и из России.»
- февраль 1903 года — В открытом письме в № 34 «Искры» от имени Союза заявил о полной солидарности с программой «Искры» и «ЗАРИ» и книгой Ленина «Что делать?», признал «Искру» и «Зарю» руководящими органами РСДРП.

«…Я и к Семену Семенычу ревнив, до чертиков ревнив… Мне ужасно хотелось бы, чтобы Вы и Повар (Ф. И. Щеколдин. — Л. С.) как можно конкретнее представили себе наше положение и вошли в него, и говорили не вы, а мы. Во всяком случае необходимо, чтобы Повар и писал нам очень часто и писал непосредственно и связал нас крепче с Семен Семенычем и Семена Семеныча с нами» — из письма В. И. Ленина
- 23 мая 1903 года — был арестован в Шарлоттенбурге за проживание по подложному паспорту на имя болгарина Димчо Попова. На суде в Мюнхене, в качестве его защитника выступил Карл Либкнехт, добившись освобождения. После Фёдор Иванович был выслан в Россию.
- июль-ноябрь 1903 года — лично занимался подготовкой в Брюсселе ко II съезду РСДРП. Собрание в Брюсселе было сорвано местной полицией и делегаты перебрались в Лондон, где его и провели. На этом съезде произошло разделение на большевиков и меньшевиков. На съезде была принята программа партии. 1 ноября 1903 года Ленин вышел из редакции «Искры», газета перешла в руки меньшевиков.
- 9 января 1904 года — Щеколдин тайно прибыл к Ф. А. Михайловскому из Вильнюса.
- 1904 года — в Харьков к Кондратьеву Ф. А. из Швейцарии явился Щеколдин, как представитель Ленина и вёл переговоры с местной организацией Социал-Демократической партии. Было что-то вроде съезда, были представители из Киева.
- 6—7 февраля 1905 года — Щеколдин был арестован в Санкт-Петербурге на квартире Инессы Федоровны и Владимира Арманд. Супруги Арманд, которые как и Щеколдин, принадлежали к ЦК социал-демократической партии, налаживали связи с социалистами-революционерами с целью приобретения оружия для партии, для чего поселились на квартире с одним из участников московской террористической группы, занимавшейся-изготовлением взрывчатых веществ и метательных снарядов. Инессу и Владимира изобличил опрос прислуги, утверждавшей, «что Армандов и проживающего у них Николаева посещали обвиняемые Щеколдин, Фортунатов, Бенни и Матвеев». Сам же «Щеколдин, дав сведения о своей личности, от объяснений по существу обвинения отказался»[7].
- 9 февраля 1905 года — прибыл в Москву для участия в съезде районных представителей Центрального Комитета РСДРП, где был арестован в квартире друга литератора Л. Н. Андреева. 10 февраля был посажен в Таганскую тюрьму за организацию и проведение тайного собрания ЦК РСДРП, выпущен под залог внесённый Саввой Морозовым. После этого С. Морозов срочно покинул Россию и в Каннах, в гостиничном номере, 13 мая 1905 года был найден мёртвым с простреленной грудью.

#### Псевдонимы и паспорта
Будучи активным идейным организатором-революционером, натолкнулся на сильное недовольство государственных институций Российской Империи в проведении реформ. Находясь под постоянным контролем тайной полиции, продолжал революционную борьбу, стал использовать партийные псевдонимы (Повар, Дядя — (преимущественно в 1904 году), дяденька, Головчик), паспорта на другие фамилии: Димчо Попов — болгарский паспорт, Михаил Кунцевич — российский паспорт, Степан Рунов, Поварин Василь Иванович и другие.

### Творческий путь
C 1891 по 1895 года в Вичуге в доме Миндовских Фёдор, привлёкший своих двоюродных братьев Миндовских, выпускал рукописный журнал «Звонок». В нём помещались его первые стихи, рассказы, а также басни, эпиграмы, карикатуры, ребусы. Высмеивал нравы и быт местных купцов, трактирщиков, попов.
В начале 1907 года возобновились его дружеские отношения с А. М. Ремизовым и С. П. Ремизовой-Довгелло, активная переписка продолжалась до 1917 года.
В письме от 3 марта 1907 года писал, что живёт в имении и работает учителем на станции Буча Юго-Западной железной дороги, Киевская губерния.
После поражения революции 1905 года, с конца 1907 года отошёл от политической деятельности, стал меньшевиком, писателем-литератором, поэтом. Революционные события 1905—1907 годов освободили Щеколдина из-под негласного надзора полиции.
В 1908 году со своей сестрой Анной Ивановной и её супругом Павлом Николаевичем Малининым посетили Ниццу, где познакомился с социалистом Дмитрием Григорьевичем (или Георгиевичем).
6 декабря 1910 год — переехал в Пензу и поступил на службу в банк.
Летом 1912 года — Алексей Ремизов познакомил Фёдора Ивановича с Александром Блоком, с которым началось частое и близкое общение.
20 мая 1913 года — последовал вслед за супругами Ремизовыми за границу.
Около 1914 года переехал на постоянное место жительства в Санкт-Петербург и стал частым посетителем литературных вечеров у А. М. Ремизова. Будучи кавалером «Обезвелволпала» Фёдор Иванович вошёл в круг литературно-художественной элиты Петербурга начала XX века. Писал рецензии на писателей-современников: А. А. Блок, С. А. Есенин, К. И. Чуковский, А. М. Ремизова, В. В. Маяковский и многих других.
С 1915 по 1917 года посещает друзей и родственников в Европе и России, посетил города: Кинешма, Павлово Нижегородской губернии, Житомир, Пензу, Ессентуки.
В апреле 1915 года, на одном из литературных вечеров, Фёдор Иванович познакомился с Сергеем Есениным. В этом же году, в альманахе «Пряник» публикуется его повесть «Электрическое солнце».
В 1916 году отправил одно письмо А. М. Ремизову, а также рукописи стихов и рассказов. В сборнике «Пряник осиротевшим детям» в пользу убежища «Детская помощь» не без содействия А. М. Ремизова был опубликован рассказ Ф. И. Щеколдина «Солнце играет».
3 и 4 апреля 1917 года (Пасха — 2 апреля), праздновали у А. М. Ремизова, Щеколдин Фёдор Иванович был с Натальей Васильевной Григорьевой, были А. А. Блок, Л. Добронравов, И. А. Рязановский, А. М. Коноплянцев, Разумник Васильевич. Прокофьев играл своё «Мимолётное».

### Смерть
- умер от сыпного тифа в феврале 1919 года в Санкт-Петербурге. Похоронен в Александро-Невской Лавре. А. М. Ремизов откликнулся на его смерть небольшим некрологом «память поминальная», «Три могилы»: «Вторая могила в Александро-Невской лавре. От сыпного тифа помер Фёдор Иванович — Ф. И. Щеколдин. (…) С Ф. И. познакомился я в ссылке в Усть-Сысольске. Он был честнейший человек, самый надёжный. И таким знали его во всех уголках России, знали как Фёдора Ивановича, которому можно доверять и на которого можно положиться. О его политической деятельности расскажет история революции нашей, я же помяну его великую честность и любовь его к берёзкам да к цветкам полевым — колокольчикам.» Положительные отзывы об Щеколдине оставили М. Горький, К. И. Чуковский, Л. Н. Андреев, А. А. Блок, С. А. Есенин и многие другие.

## Творчество
Будучи активным толстовцем начинал творить в русском классическом духе постепенно переходя в символизм.
Рассказы и повести:
«Казанская»,
«Павлушкин крест»,
«Потомственные почетные»,
«Антикварий»,
«Гусляр»,
«Листьев лепет…»,
«Солнце играет»,
«Электрическое солнце»
Рассказ Щеколдина: «Казанская» является воспоминанием о ещё более ранних детских годах, согретых светом божеской благодати и пронизанных горечью от её утраты. Он дает возможность почувствовать тонкую и чистую душу Ф. И. Щеколдина, так полюбившуюся Ремизову.
Поздний рассказ Щеколдина «Потомственные почетные» имеет автобиографический подтекст и воссоздает среду его детства. Герой рассказа — сирота попадает на ткацкую фабрику. Тяжелый труд, грубое и чуждое окружение, обиды — непосильным грузом ложатся на неокрепшую душу мальчика. Утешение он находит в молитве: «В лесу на Крутихе свернул с тропы, вышел на лужайку. В кустарнике и совсем разрыдался, без звука, и все мысли потерялись. Уткнулся ничком, только плечи вздрагивают. Вдруг звон: за всенощной к евангелию звонили. Очнулся Павлушка: как до сих пор помолиться не вспомнил, про угодников своих позабыл! — Заторопился, смастерил крест из двух палочек и поставил посреди лужайки. — Сюда и буду теперь ходить молиться!… Все лето сохранялся крестик. Зайдет Павлуша в субботу, ограду из камней поправит. — Здесь его „пустыня“, Может он тут и церковь построит, когда большим станет. Может быть даже монастырь…».

## Семья и родственники
Близкие родственники Фёдора Ивановича проживали в Шуе, и Шуйском уезде Владимирской губернии, Вичуге, Кинешме и Кинешемском уезде Костромской губернии, Москве, Санкт-Петербурге, и других, среди них:
- Щеколдин Г. В. (1800—1871) — дед, Потомственный Почетный Гражданин, дважды городской Голова Шуя, Владимирской губерния.
- Щеколдин В. С. — дядя, купец, Потомственный Почетный Гражданин, владелец писче-бумажных и картонных фабрик, Кинешемский уезд, Костромской губ.
- Миндовский И. А. (1836—1912) -дядя, Потомственный Почетный Гражданин, владелец особняка на Поварской в Москве, который стал прототипом Лопахина из чеховского «Вишневого сада».
- Малинина А. И. (дев. Щеколдина) (1868—1919) — сестра, Потомственная Почетная Гражданка, жила в Дунилово, Шуйского уезда Владимирской губ.
- Коновалов А. И. (1875—1949) — кузен, член IV Государственной думы (1912—1917). Министр торговли и промышленности Временного правительства (1917). Влиятельная фигура Русского Зарубежья.
- Малинин М. П. (1890—1914) — племянник, Потомственный Почетный Гражданин, Прапорщик Офицерского состава 3-й Российской Императорской Армии, 98-й Юрьевский полк. Погиб в Первую мировую войну.
- Колмакова А. П. (дев. Малинина) (1894—1968) — племянница, сотрудница Госбанка: Львов, Луганск

## Спорные моменты
- д. Санниково — это официальная версия в СССР места рождения Щеколдина Ф. И., которая подвергалась сомнению ещё в 1920-е и 1930-е годы. В той местности находилось три деревни Санниково. К тому же главных родовых-дедовских по линии Щеколдиных имений было два: в г. Шуя, Владимирская губерния и с. Дунилово, Шуйского уезда, Владимирской губернии.

1. деревня Санниково, Тезинская волость, Кинешемской уезд, Костромской губернии, в прошлом деревня относилась к селу Тезино,  (сейчас улица в г. Вичуга, Ивановская обл., основана в 1925 г. путем объединения трех десятков населенных пунктов, до этого Владимирская и Костромская губернии)
2. Са́нниково — деревня в Муромском районе Владимирской области России. Относится к Борисоглебскому сельскому поселению. Село Санниково впервые упоминается в писцовых книгах XVI века.
3. Санниково — село в Ковровском районе Владимирской области России, входит в состав Клязьминского сельского поселения. В конце XIX — начале XX века деревня являлась центром Санниковской волости Ковровского уезда.
- В некоторых источниках середины ХХ-го века указана дата рождения — 28 мая (9 июня) 1870 г.